# David Cook (autore di giochi)
David Cook meglio noto come David "Zeb" Cook (East Lansing, ...) è un autore di giochi e autore di videogiochi statunitense, noto soprattutto per i suoi lavori pubblicati dalla TSR.

## Biografia
Cook è nato a East Lansing, Michigan, ed è cresciuto in una fattoria dello Iowa dove suo padre lavorava come agricoltore e professore al college. Iniziò a giocare con i wargame, come per esempio Blitzkrieg e Afrika Korps dell'Avalon Hill quando frequentava la junior high school (equivalente grossomodo alle scuole medie italiane). Mentre frequentava il college iniziò a giocare a Dungeons & Dragons al club di gioco dell'University of Iowa.
Ottenne il Bachelor of Arts in inglese (con teatro come specializzazione minore) nel 1977. Dopo la laurea si sposò con la fidanzata conosciuta a scuola e diventò insegnante alla scuola superiore di Milligan in Nebraska, dove a causa della sua firma dominata da un segno che ricorda una "Z" e dalla sua somiglianza a James Arness, l'attore che interpreta Zeb Macahan nella serie televisiva Alla conquista del West, i suoi studenti lo soprannominarono "Zeb".
Dopo aver visto su Dragon un avviso di ricerca di personale per l'ufficio sviluppo della TSR pubblicato Cook fece domanda di assunzione pensando che sarebbe stata una carriera più interessante di quella di insegnante. Dopo aver completato il test di assunzione e una prova di scrittura di una sezione di un modulo fu assunto a tempo pieno da Lawrence Shick, all'epoca capo insieme a Jean Wells dell'ufficio di sviluppo della TSR. Successivamente fu promosso a senior designer.
Insieme a Lawrence Shick scrisse Star Frontiers (1982), il primo gioco di ruolo di fantascienza pubblicato dalla TSR. Fu quindi l'autore di Adventures of Indiana Jones (1984) un gioco di ruolo che permetteva di ricreare le avventure dei film di Indiana Jones, indirizzato ai nuovi giocatori. Il semplice regolamento ebbe però una cattiva accoglienza probabilmente a causa del fatto di non offrire ai giocatori la possibilità di generare i personaggi, ma solo di interpretare i protagonisti del film. Scrisse inoltre Conan the Barbarian (1986), un altro gioco su licenza basato sui film di Conan il barbaro. Cook scrisse anche diversi dei primi moduli di avventura per D&D e AD&D, come A1: Slave Pits of the Undercity, I1: Dwellers of the Forbidden City, X1: The Isle of Dread, X4: Master of the Desert Nomads e X5: Temple of Death. Tra gli altri moduli ha scritto CM4: Earthshaker!, AC5: Dragon Tiles II, AC2: D&D Game Combat Shield, B6: The Veiled Society, CB1: Conan Unchained!, M1: Blizzard Pass per D&D e AD&D, TS005: Orient Express per Top Secret e BH2: Lost Conquistador Mine per Boot Hill.
Dopo che Tom Moldvay scrisse la seconda edizione del Basic Set (1980), Cook fu incaricato dello sviluppo dell'Expert Set con le regole per i personaggi oltre il terzo livello. Fu il principale autore dell'originale Oriental Adventures, nominalmente sotto la guida e direzione di Gary Gygax, e tra le altre cose introdusse il concetto di "non-weapon proficiencies" in AD&D e sviluppò per quest'ultimo l'ambientazione orientale di Kara-Tur. Insieme a Jim Ward, Steve Winter e Mike Breault scrisse lo scenario per l'avventura che fu adattata al videogioco Pool of Radiance.
Dopo l'abbandono da parte di Gary Gygax della TSR fu incaricato insieme a Steve Winter di scrivere la seconda edizione di Advanced Dungeons & Dragons. Per testare le nuove regole coordinò oltre venti gruppi di gioco nel corso di otto mesi e con l'articolo Who Dies? pubblicato sul numero 177 di Dragon del gennaio 1987 suscitò un'accesa reazione dei lettori discutendo quali classi avrebbero dovuto essere eliminate dalla seconda edizione Furono infine eliminate l'assassino perché tendeva a rovinare l'unità dei gruppi e il monaco ritenuto più adatto per l'ambientazione orientale di Kara-Tur.
Dopo la chiusura dell'ambientazione Spelljammer la TSR era alla ricerca di un'ambientazione per rimpiazzarla e Slade Henson suggerì l'idea di un'ambientazione basata sulla prima edizione del Manual of the Planes. Un anno più tardi Cook riprese in mano l'idea e sviluppò Planescape (1993). Sempre nel 1993 fu l'autore di Amazing Engine, un regolamento generico di gioco di ruolo, per il quale la TSR pubblicò tra il 1993 e il 1994 una mezza dozzina di ambientazioni (tra cui Tabloid sempre di Cook), chiudendo poi la linea in seguito al suo insuccesso
Nel 1994 con Richard Baker e Bruce Nesmith sviluppò First Quest, un'introduzione ad Advanced Dungeons & Dragons pubblicata con abbinato un CD con esempi di gioco. Insieme a diversi altri autori della TSR partecipò allo sviluppo affrettato di Spellfire, il gioco di carte collezionabili che la TSR sviluppò nel tentativo di rispondere al successo di Magic: l'Adunanza della Wizards of the Coast
Nel 1994 lasciò la TSR per lavorare nel campo dei media audiovisivi. È stato nel 2005 il progettista principale del videogioco City of Villains per i Cryptic Studios. Dopo aver lasciato la Cryptic, lavorò per la Cheyenne Mountain Entertainment come progettista capo per il videogioco Stargate Worlds.
Nel 2013 lavorò alla ZeniMax Online Studios per il videogioco The Elder Scrolls Online.